# Anthaxia aeneogaster
Anthaxia aeneogaster är en skalbaggsart som beskrevs av Hippolyte Louis Gory och François Louis Nompar de Caumont de Laporte 1839. Anthaxia aeneogaster ingår i släktet Anthaxia och familjen praktbaggar. Inga underarter finns listade i Catalogue of Life.